# マルハニチロオーシャン
株式会社マルハニチロオーシャンは、水産物の輸入・加工・販売や加工食品の輸入・製造・販売を行うマルハニチログループの企業。特に、前身会社の1つであるマリンアクセスからの流れでマグロに強みを持つ。

## 概要
当社は2024年4月1日に株式会社マリンアクセスを存続会社として株式会社マルハニチロリテールサービスを吸収合併し、株式会社マリンアクセスからの社名変更により発足した。
株式会社マルハニチロサービスは北州食品株式会社（初代）から営業を譲り受けたエスエイチエス株式会社（2006年10月4日設立）が起源で、同年11月1日に新株引受によってマルハグループ入りすると共に北洲食品株式会社（2代目）へ商号変更。2011年4月に新洋商事株式会社と合併し、株式会社MNリテールサービスへ商号変更。2016年4月1日に株式会社マルハニチロリテールサービスに再度商号変更した。
一方、株式会社マリンアクセスは伊藤忠商事グループである日本アクセスの100%子会社だったが、2021年9月にマルハニチロが株式の65%を譲受、マルハニチログループ入り。前述した合併に先立って2023年12月に日本アクセスが保有していた株式すべてをマルハニチロが譲受、100%子会社化された。
元々マルハニチロリテールサービスは二次加工品の生産・販売を、マリンアクセスは同社のマルハニチログループ入りまでは取り扱いが少なかったメバチマグロやキハダマグロの調達・一次加工を行ってきたが、統合により、マグロの調達・加工・販売をワンストップで担うようになった。そのため、発足に合わせてキャッチコピーとして「DO!まぐろ。」が制定されている。なお、マグロを主事業としているが、旧マルハニチロリテールサービスからの流れでマグロ以外の水産品や畜産品（鶏肉・豚肉）も取り扱っている。
なお、2022年7月に旧マリンアクセスがマグロを専門とした直営ECサイト「清水・焼津 鮪卸直営店 鮪一択」を立ち上げ、本サイトを通じた一般ユーザーへの販売も行っている。本店に加え、楽天市場、Amazon、Yahoo!にも支店として出店している。

## 事件
2006年10月から2007年3月にかけて、同社仙台工場において、マグロと刻んだ業務用の「すき身」に期限切れの原料を混ぜて市場に出荷していたことがわかった。これに対し、同社は6月中旬より同商品の自主回収に乗り出した。